# 시어셔 로넌
시어셔 우나 로넌(아일랜드어: Saoirse Una Ronan 설샤 우너 로넌[IPA: [ˈsˠiːɾʲʃə ˈuːnˠə ˈɾˠɔn̪ˠən̪ˠ], 1994년 4월 12일 ~ )은 아일랜드와 미국의 배우이다. 그녀는 골든 글로브상, 네 번의 영국 아카데미 영화상(BAFTA)과 세 번의 미국 아카데미상 후보 지명을 포함한 수 많은 시상식에서 수상의 쾌거를 이뤄냈다. 2016년에 그녀는 두 개의 포브스 30세 이하, 타임스의 차세대 리더 목록에 포함되었다. 로넌은 2003년 아일랜드의 메디컬 드라마 《더 클리닉》으로 데뷔했으며, 2007년에는 로맨틱 코미디 영화 《절대로 네 여자가 될 수 없을거야》로 장편 데뷔했다. 그녀가 평단으로부터 주목 받게 된 조숙한 십대 소녀를 연기한 영화 《어톤먼트》(2007)로, 그녀는 미국 아카데미상 최우수 여우조연상에 후보 지명되었다. 그녀는 다음 작품으로 살해를 당하고 지상과 천상에서 맴도는 소녀를 연기한 피터 잭슨 감독의 영화 《러블리 본즈》(2009), 십대 암살범을 연기한 액션 드라마 영화 《한나》(2011), 뱀파이어를 연기한 영화 《비잔티움》(2012)와 요리사를 연기한 영화 《그랜드 부다페스트 호텔》(2014)에 출연했다. 그녀는 2016년에 첫 브로드 웨이 리바이벌 《시련》에 출연하여 애비게일 윌리엄스 역할을 연기했다.
로넌은 1950년대 뉴욕을 배경으로 향수병을 앓는 아일랜드 소녀의 이야기를 다룬 로맨틱 드라마 영화 《브루클린》(2015)과 명목상인 고등학교 3학년을 연기한 그레타 거윅 감독의 성장 영화 《레이디 버드》(2017)에서의 그녀의 연기는 비평가들의 찬사를 받았다. 로넌은 이 작품으로 골든 글로브상 영화 뮤지컬·코미디 부문 최우수 여우주연상을 수상하였고, 두 영화의 연기로 아카데미 여우주연상 후보에 올랐다.

## 성장 과정
로넌은 1994년 4월 12일, 미국 뉴욕주, 브롱크스에서 태어났다. 로넌은 아일랜드인의 부모 폴 로넌과 모니카 로넌 (옛 성씨는 브레넌)의 외동딸이다. 이들은 모두 아일랜드 더블린 출신으로 1980년대 후반 미국으로 이주했다. 그녀의 아버지는 뉴욕에서 배우로 활동하기 전에 건설업과 바에서 일했으며, 그녀의 어머니는 게이어티극장에서 배우로 일했으나 이후에는 활동하지 않고 있다. 로넌의 가족은 그녀가 3살 때 아일랜드 더블린으로 이주했다. 그녀는 칼로주에서 살며 아르다틴 국립학교에 다녔지만, 그러나 이후에 가정교사에 의해 홈스쿨링을 받았다. 10대 초반에 로넌은 해변 마을 호스에서 정착해 살다 부모와 함께 더블린으로 다시 돌아왔다.

## 경력

### 2003-2009:어톤먼트및 초기 경력
로넌은 2003년 아일랜드의 공영 방송 RTE에서 방영된 황금 시간대의 메디컬 드라마 《더 클리닉》과 미니시리즈 《프루프》로 데뷔했다. 같은 시기에 로넌은 《해리포터와 불사조 기사단》에서부터 등장하는 루나 러브굿 역할을 따내기 위해 오디션에 참여했지만 결국 이 역할은 이반나 린치에게 돌아갔다. 로넌의 첫 번째 영화는 2005년에 촬영된 에이미 해커링 감독의 영화 《절대로 네 여자가 될 수 없을거야》이다. 이 영화에서 로넌은 폴 러드가 사랑의 관심을 보이는 미셸 파이퍼가 연기하는 역할의 딸을 연기했다. 버라이어티의 조 레이던은 이 영화에 "필사적으로 재미있지 않다"라는 제목을 붙였지만 로넌과 파이퍼의 캐릭터간의 상호 작용은 영화의 하이라이트 중 하나라고 생각한다고 말했다.

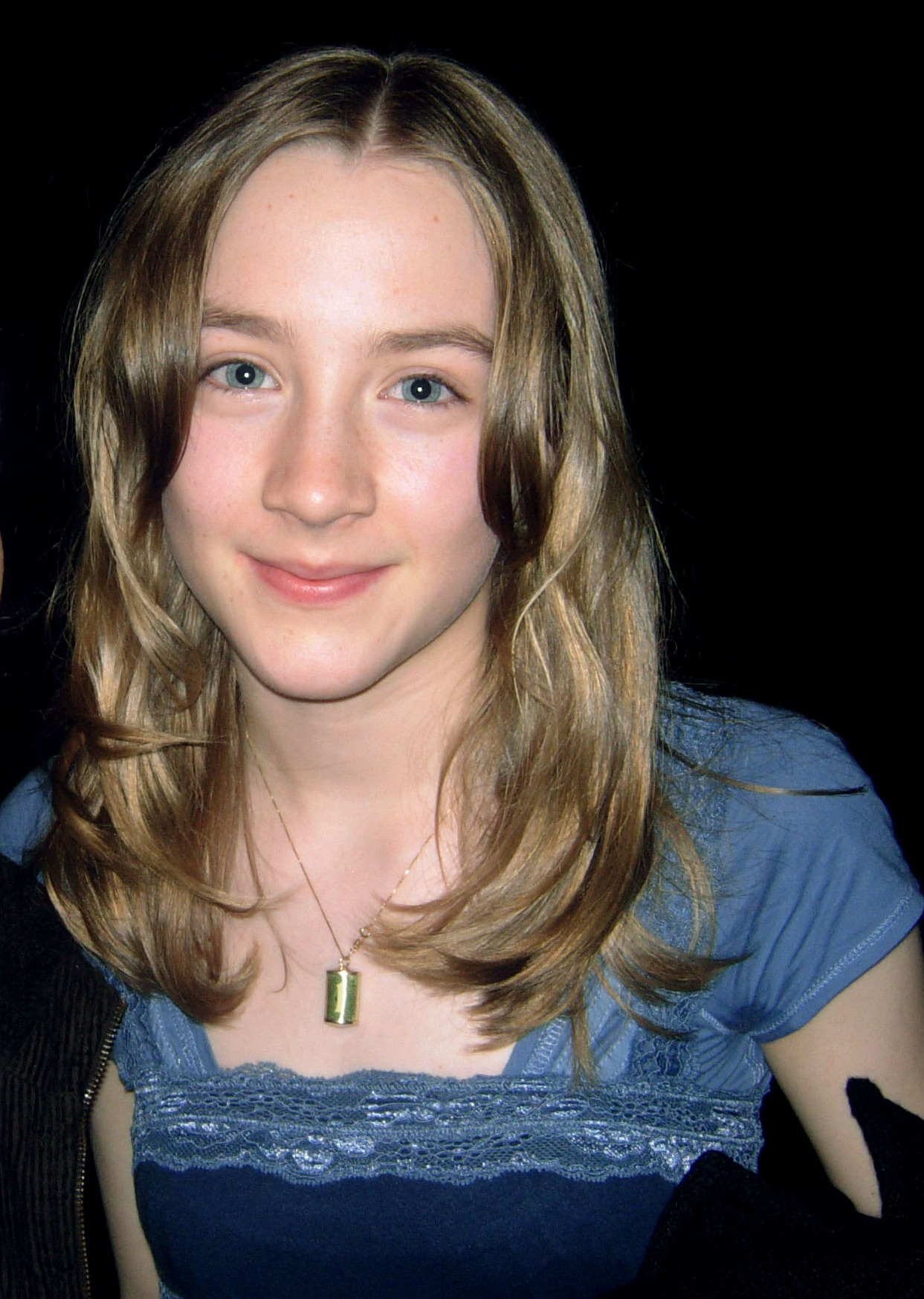
2008년 로넌

12세 때, 로넌은 이언 매큐언의 동명의 소설을 각색한 조 라이트 감독의 2007년 영화 《어톤먼트》의 캐스팅 요청을 받았다. 그녀는 자매의 연인을 범죄자로 오해하고 고발함으로써 여러 명의 삶에 영향을 미치는 13세의 브라이오니 탤리스 역의 오디션을 받았다. 그녀는 키이라 나이틀리와 제임스 맥어보이와 공연하였다. 3천만 달러의 작은 예산으로 제작 된 이 영화는 전 세계적으로 1억 2천 9백만 달러를 벌여들였다. 〈더 보스턴 글로브〉의 타이 버는 그녀를 "놀랍고도 기이한"이라고 불렀고, 〈디 애틀랜틱〉의 크리스토퍼 오어는 그녀에 대해 "자기도취즘을 경이롭고 우아하게 사로잡고, 자기 회의에 조숙함을 고수하다"라고 썼다. 로넌은 골든 글로브상, 영국 아카데미 영화상(BAFTA) 및 미국 아카데미상 최우수 여우조연상에 후보 지명되었으며, 그녀는 최연소 아카데미 후보로 지목 되었다.

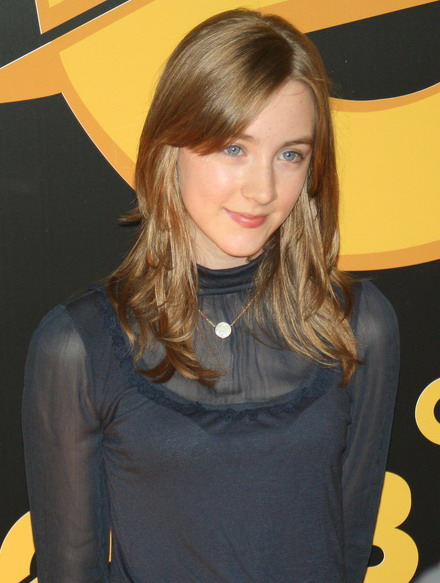
2008년 영화 《시티 오브 엠버: 빛의 도시를 찾아서》의 유럽 시사회에서 로넌

로넌은 다음 작품으로 초자연적 스릴러 영화 《데스 디파잉: 어느 마술사의 사랑》에서 캐서린 제타 존스가 분한 가난한 심령술사의 딸을 연기했고, 판타지 영화 《시티 오브 엠버: 빛의 도시를 찾아서》에서 엠버라는 지하 도시의 주민들을 구하려는 영웅 십대 소녀 리나 메이플릿 역할을 연기했다. 두 영화 모두 엇갈리는 비판적인 평가를 받았으며 흥행에 실패했다. 이후에 리뷰에서, 영화 평론가인 스티븐 홀든은 로넌의 재능이 어떻게 낭비 됐는지에 주목했다.
2009년 로넌은 앨리스 시볼드의 동명의 소설을 기반으로 한 피터 잭슨 감독의 초자연적 드라마 영화 《러블리 본즈》로 레이철 바이스, 마크 월버그, 수전 서랜던, 스탠리 투치와 함께 주연을 맡았다. 로넌은 첫 데이트를 앞두고 이웃집 남자에 의해 무참하게 살해 된 후 천상으로 떠나지 못하고 지상과 천상의 '경계'에서 복수를 추구하면서 남겨진 사람들의 삶을 지켜보는 14세 소녀 수지 샐몬을 연기하였다. 로넌과 그녀의 가족은 당시 로넌이 그 주제에 따라 역할을 받아들이는 것을 주저했지만 잭슨이 이 영화에서느 강간과 살인 장면을 묘사하지 않을 것이라고 확답 받은 후에 동의했다. 영화의 여러 장면들은 광범위한 특수 효과에 의존했으며 로넌의 장면 대부분은 블루 스크린 앞에서 촬영 되었다. 평론가들은 영화의 이야기와 메시지를 비판했으며, 하지만 〈타임스〉의 리처드 콜리스는 로넌이 "굉장한 중력과 품위"를 가진 소름 끼치는 이야기를 성공적으로 투자했다고 믿는다"라고 썼다. 〈데일리텔레그래프〉의 수프데크 산두는 로넌은 제작의 유일한 긍정적인 면으로, 그녀에 대해 "그녀는 동시에 장난스럽고 엄숙하며, 젊지만 그녀의 나이를 넘어선지 오래 되었다."라고 썼다. 이 영화는 박스오피스에서 실망적인 성적을 거두었지만 로넌은 영국 아카데미 영화상(BAFTA) 최우수 여우주연상에 후보 지명되었다.

### 2010–2014: 라이징 스타
2010년 만 16세의 나이에 로넌은 영화 예술 과학 아카데미에 초대되었다. 피터 위어 감독의 전쟁 드라마 영화 《웨이백》(2010)에서 로넌은 1940년 시베리아 강제 노동수용소라 불리는 캠프 105에서 도주한 시베리아 수감자들과 함께 인도까지 약 4천 마일의 트레킹을 떠나는 제2차 세계 대전 중 고아가 된 폴란드인 소녀 이레나라는 조연 역할을 연기했다. 그녀는 짐 스터게스, 콜린 파렐 및 에드 해리스와 공연했으며, 이 영화는 불가리아, 인도, 모로코에서 촬영 되었다. 다음 해, 로넌은 조 라이트 감독과 재회하여 북극 황야에서 자살한 15세 소녀에 관한 액션 영화 《한나》에서 타이틀 롤 캐릭터를 연기했다. 이 영화에서 에릭 바나와 케이트 블란쳇가 한나의 아버지이자 악당의 CIA 요원으로 공연했다. 로넌은 자신의 스턴트를 연기하고 준비하면서, 몇 달 동안 무술 훈련, 스틱 싸움 및 칼 싸움 등을 배웠다. 로넌의 연기와 영화의 액션 장면은 비평가들로부터 찬사를 받았다. 〈롤링 스톤〉의 피터 트래버스는 이 영화에 대한 리뷰에서 "피와 후회의 초현실적인 우화" 그리고 로넌을 "연기의 마법사"라고 썼다. '한나'는 적당한 상업적 성공을 거뒀다. 그녀는 스튜디오 지브리의 일본 애니메이션 영화 《마루 밑 아리에티》의 더빙 된 영어 판에서 주인공 역할을 연기했다.

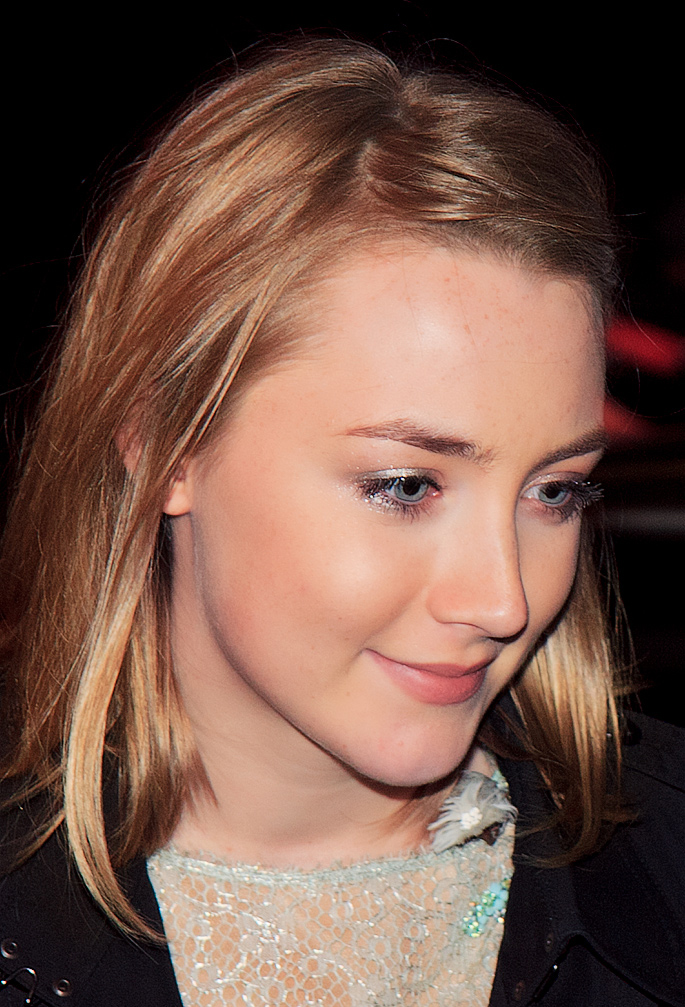
2011년 토론토 국제 영화제에서 로넌

로넌은 제프리 플레쳐 감독의 액션 영화 《바이올렛 앤 데이지》(2011)에서 암살자 데이지 역할을 연기하며, 알렉시스 블레델과 공연했다. 〈IGN〉의 에릭 골드만은 이 영화를 쿠엔틴 타란티노의 작품에 좋지 않은 영향을 주었고 로넌의 능력이 그 소재를 능가했다고 논평했다. 피터 잭슨은 로넌에게 호빗 시리즈에서 엘프 역할을 요청했으나 일정이 맞지 않아 프로젝트에서 캐스팅이 무산됐다. 그녀는 그 대신에 닐 조던의 공포 영화 《비잔티움》(2012)에 출연했고, "어두운 고딕 양식" 프로젝트는 그녀에게 더 복잡하고 성숙한 성격을 나타내는 기회를 주었다. 이 영화에서 제마 아터턴과 그녀는 뱀파이어인 어머니와 딸을 연기했다. 〈라디오 타임스〉의 평론가 앨런 존스는 "이 영화는 인류에 대해 언급하기 위해 뱀파이어를 프리즘으로 사용하는 회화적인 동화"라며 아터튼과 로넌을 모두 "빛나는" 것으로 간주했다. 2013년에는 스티븐 메이어의 동명의 소설을 기반으로 한 영화 《호스트》에서 로넌은 인간 반역자인 멜라니 스트라이더와 기생적인 외계인인 완다 역할을 연기했다. 비평가들은 이 영화에 반감을 드러내며, 혹평을 받았다. 캐빈 맥도널드 감독의 드라마 영화 《하우 아이 리브: 내가 사는 이유》에서 로넌은 멕 로소프의 동명 소설을 각색하여 가상의 제3차 세계 대전이 발발하는 동안 영국의 한 농장으로 보내진 미국인 십대를 연기했다. 〈엠파이어〉의 올리 리처즈는 로넌에게서 "전형적으로 관찰 가능한 형태"인 것을 발견했지만, 그러나 영화는 흥행에서 수익을 거의 얻지 못했다. 로넌은 올해 최종 영화로 애니메이션 영화 《저스틴》에서 탈리아라는 이름의 목소리 역할을 연기했지만 비평가들에게 좋지 못한 평가를 받았다.
로넌은 2014년에 다양한 활약을 선보였으며, 웨스 앤더슨 감독의 영화 《그랜드 부다페스트 호텔》과 라이언 고슬링의 감독 데뷔작 《로스트 리버》에 출연했다. 전자의 경우 레이프 파인스와 토니 레볼로리와 공연한 앙상블 영화로, 로넌은 레볼로리가 분한 캐릭터에 사랑의 관심을 가지는 조연 역할을 연기했다. 이 영화는 2천 4백만 달러의 예산으로 1억 7400만 달러 이상을 벌어 들었고, BBC에 의해 세기 중 가장 위대한 영화 중 하나로 선정되었다. 초현실적인 판타지 영화 《로스트 리버》에서 로넌은 애완 동물 쥐를 키우는 렛이라는 신비로운 어린 소녀를 연기했다. 〈인디펜던트〉의 제프리 맥냅은 이 영화를 "걷잡을 수 없이 제멋대로 하는 일"이라고 평했지만, 로넌의 "힘들지만 취약한" 연기를 칭찬했다.

### 2015–현재:브루클린,레이디 버드와 향후 활동

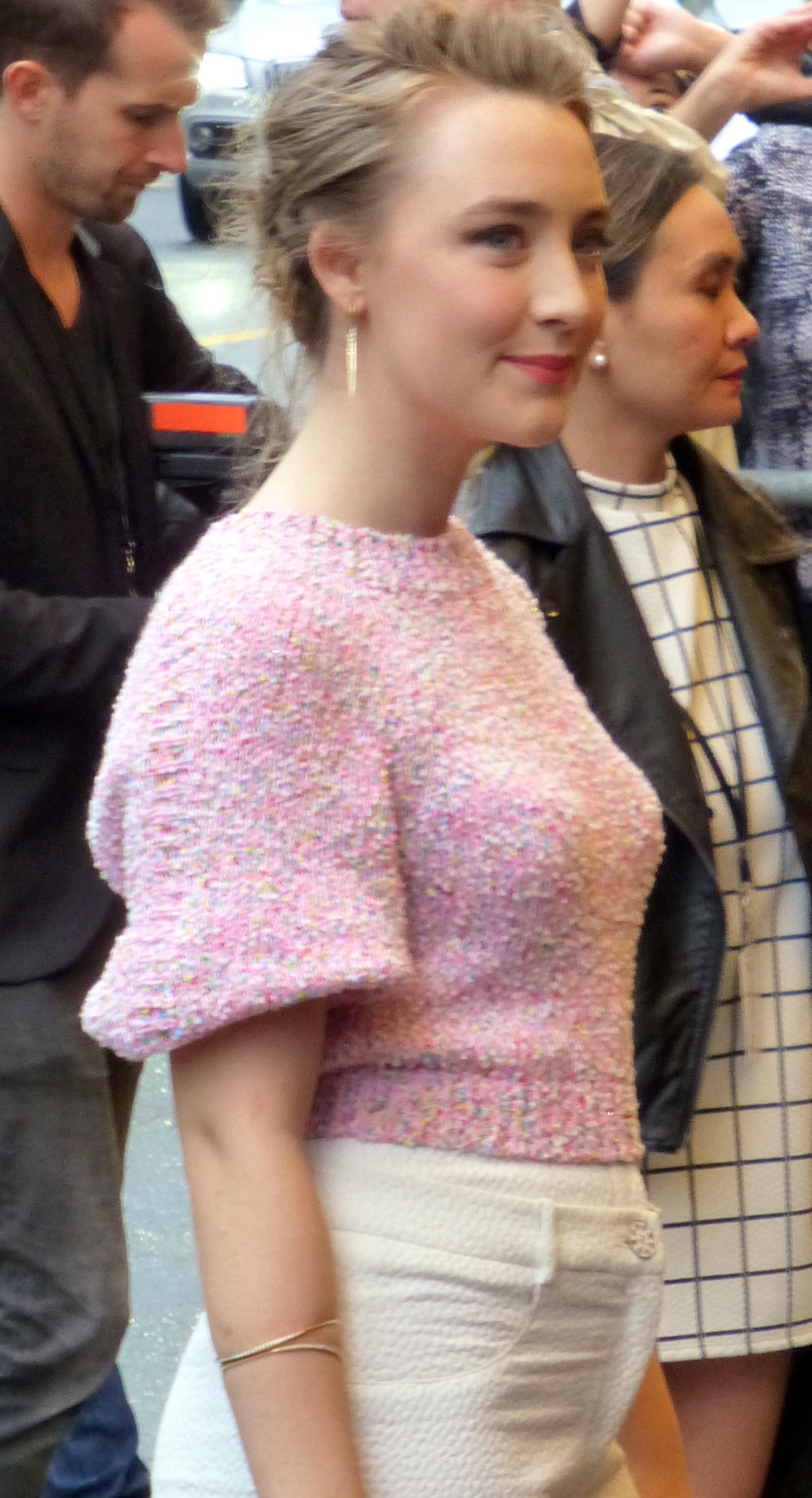
2015년 영화 《브루클린》 시사회에사 로넌.

이후 스톡홀름 증후군에 대한 심리 스릴러 영화 《스톡홀름, 펜실베이니아》(2015)에 출연 한 후, 로넌은 드라마 영화 《브루클린》에서 1950년대 뉴욕에서 향수병을 앓는 아일랜드 소녀인 엘리스 레이시 역할을 연기했다. 존 크롤리가 감독한 이 영화는 칼럼 토이빈이 쓴 동명의 소설을 기반으로 하고 있다. 로넌은 자신의 캐릭터 개발의 특정 측면이 자신을 반영한다고 말하면서 그녀가 "모든 단 하나의 말에, 그녀의 여정에 대한 모든 면과 관련이 있다."고 믿었다. 영화와 로넌의 연기는 찬사를 받았고, 〈가디언〉의 피터 브래드쇼는 그것을 "진심 어린 몰입하게 영화"로 간주했으며 로넌의 "침착한 균형은 거의 모든 장면과 모든 장면을 고정시킨다"고 썼다. 〈로스앤젤레스 타임스〉의 케네스 터랜은 "그녀가 가장 미묘한 수단으로 창조한 압도적인 공감으로, 그녀가 아프지만 개인적이고 격렬한 감정적인 순서는 전혀하지 않는 것처럼 보인다." 로넌은 미국 아카데미상 최우수 여우주연상과 골든 글로브상 영화 드라마부문 최우수 여우주연상에 후보 지명되었다.

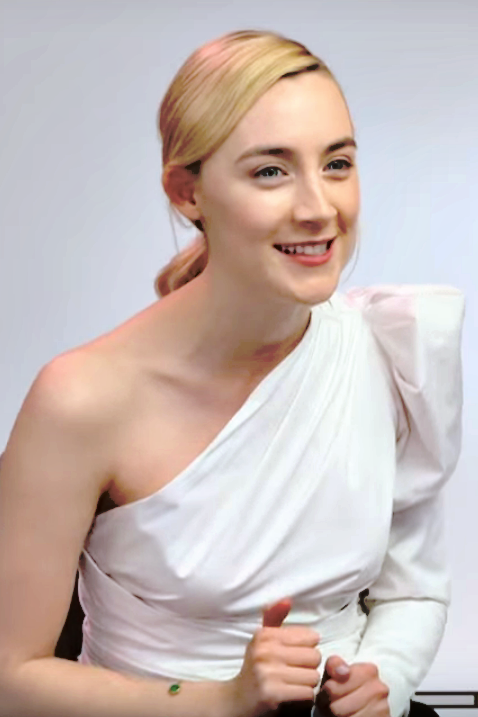
2017년 《레이디 버드》 시사회에서 로넌. 그녀는 이 작품으로 미국 아카데미상에 세 번째 후보 지명되었다.

2016년 로넌은 뉴욕으로 옮겨 브로드 웨이에서의 데뷔 공연을 위한 리허설을 시작했으며, 아서 밀러의 희곡 《시련》의 리바이벌을 시작했다. 그녀는 요술로 고발 된 150명의 사람들의 죽음에 책임이 있는 중재자인 애비게일 윌리엄스 역할을 연기했다. 세일럼 마녀 재판에 기반으로 한 이 연극은 125회 공연을 위해 출품 되었다. 준비 과정에서 그녀는 스테이시 쉬프의 소설 "The Witches : Salem, 1692"을 읽고 반 호브와 엄중히 협력하여 그녀의 악랄한 캐릭터에 공감했다. 다음 해, 로넌은 전기 애니메이션 드라마 《러빙 빈센트》에서 마가렛 가쳇의 목소리를 연기했고, 빌리 하울과 함께 이언 매큐언의 동명의 소설을 영화화한 《체실 비치에서》에서 신혼 부부로 출연했다. 후자의 경우에는 모두 엇갈리는 비판적인 평가를 받았으며, 〈인디와이어〉의 케이트 어블랑은 로넌에 대해 "그녀의 연기는 하울의 장면에 의해 가려져 활용되지 못했다."라고 썼다.
또한 2017년 로넌은 그레타 거윅 감독의 성장 영화 《레이디 버드》에서 주연을 맡았으며, 그녀는 그녀의 어머니와 격동의 관계를 맺고 있는 고교 3학년인 크리스틴 "레이디 버드" 맥퍼슨 역할을 맡았다. 이 영화는 리뷰 집계 사이트인 로튼 토마토에서 높은 점수의 평가를 받은 영화 중 하나이다. 올해의 최고 중 하나로 로넌의 연기는 각인 되었고, 〈뉴욕 타임스〉의 A. O. 스콧은 "레이디 버드의 이야기에서 각자의 길을 걸어 다니며 자신감과 발견의 기이한 조합을 펼친다. 그녀는 실제 17살처럼 자발적이고 예측할 수 없으며...완전히 깜짝 놀란만한 수준의 공예를 제안한다."라고 썼다. 그녀는 골든 글로브상 영화 뮤지컬·코미디 부문 최우수 여우주연상을 수상하였고, 미국 아카데미상, 영국 아카데미 영화상(BAFTA)과 미국 배우 조합상(SAG) 최우수 여우주연상에 후보 지명되었다. 로넌은 에드 시런의 "Galway Girl"(2017)의 뮤직 비디오 주인공으로 출연했다.
로넌은 2018년 5월에 안톤 체호프의 동명의 연극을 각색한 영화 《더 시걸》에서 아네트 베닝과 함께 출연한다고 발표 되었다. 그녀는 11월에 시대극 영화 《메리, 퀸 오브 스코틀랜드》에서 메리 스튜어트를 연기하며, 엘리자베스 1세를 연기하는 마고 로비와 공동 주연을 맡는 것이 발표 되었다. 그녀는 또한 루이자 메이 올컷이 1868년에 발표한 동명 소설을 각색한 그레타 거윅 감독의 시대극 영화 《작은 아씨들》로 거윅과 다시 작업하기로 했으며, 이 작품에서 엠마 왓슨, 티모시 샬라메, 메릴 스트립 등의 앙상블 캐스트들과 공연하였다.

## 사생활 및 이미지
로넌은 미국 및 아일랜드 시민권을 이중 보유하고 있다. 그녀는 아일랜드 위클로주 그레이스톤스에서 살고 있다. 그녀는 또한 아일랜드 아동 학대 방지협회의 대사로 활동하고 있다. 2011년 로넌은 아일랜드 영화 기관의 기록보관서 기금에 대한 홍보 행사에 참석하여, 그녀는 과거에 인기있었던 아일랜드 영화를 다큐멘터리 장면으로 디지털 편집하는 작업에 참여했다.
2016년, 로넌은 〈포브스〉에서 선정한 가장 영향력 있는 30세 이하 30인의 리스트와, 〈타임지〉에서 선정한 차세대 리더 리스트에 이름을 올렸다. 2018년 《맥심》의 "Hot 100" 리스트와 《인디와이어》가 30세 미만의 미국 배우 중 최고의 배우로 선정되었다. 또한 그해 캘빈 클라인은 그녀와 루피타 뇽오를 라프 시몬즈의 첫 향수 "Women"의 앰버서더로 선정했다.

## 필모그래피
※ 역할의 굵은 글씨는 주연 작품임.

### 영화
| Films that have not yet been released | 아직 개봉하지 않은 영화를 나타낸다. |

| 연도 | 제목                                                                   | 역할                          | 감독                       | 참고                        |
| ---- | ---------------------------------------------------------------------- | ----------------------------- | -------------------------- | --------------------------- |
| 2007 | 절대로 네 여자가 될 수 없을거야 I Could Never Be Your Woman            | 이지 맨스폴스                 | 에이미 해커링              |                             |
| 2007 | 조나단 투미의 크리스마스 기적 The Christmas Miracle of Jonathan Toomey | 셀리아 헤드윅                 | 빌 클락                    |                             |
| 2007 | 어톤먼트 Atonement                                                     | 브라이오니 탤리스, 13세       | 조 라이트                  |                             |
| 2007 | 데스 디파잉: 어느 마술사의 사랑 Death Defying Acts                     | 벤지 맥가비                   | 질리안 암스트롱            |                             |
| 2008 | 시티 오브 엠버: 빛의 도시를 찾아서 City of Ember                       | 리나 메이플릿                 | 길 키넌                    |                             |
| 2009 | 러블리 본즈 The Lovely Bones                                           | 수지 샐몬                     | 피터 잭슨                  |                             |
| 2010 | 마루밑 아리에티 Kari-gurashi no Arietti                                | 아리에티 (더빙)               | 요네바야시 히로아키        | 애니메이션 영화 (영국 버전) |
| 2010 | 웨이 백 The Way Back                                                   | 이레나                        | 피터 위어                  |                             |
| 2011 | 한나 Hanna                                                             | 한나 헬러                     | 조 라이트                  |                             |
| 2011 | 바이올렛 앤 데이지 Violet & Daisy                                      | 데이지                        | 제프리 플레쳐              |                             |
| 2012 | 비잔티움 Byzantium                                                     | 엘레노어 웹                   | 닐 조단                    |                             |
| 2013 | 호스트 The Host                                                        | 멜라니 스트라이더 / 완다      | 앤드루 니콜                |                             |
| 2013 | 하우 아이 리브: 내가 사는 이유 How I Live Now                          | 데이지                        | 케빈 맥도널드              |                             |
| 2013 | 저스틴 Justine and the Knights of Valour                               | 탈리아 (더빙)                 | 마누엘 시실라              | 애니메이션 영화             |
| 2014 | 그랜드 부다페스트 호텔 The Grand Budapest Hotel                        | 아가사                        | 웨스 앤더슨                |                             |
| 2014 | 머펫 모스트 원티드 Muppets Most Wanted                                 | 발레 댄서                     | 제임스 보빈                | 카메오                      |
| 2014 | 로스트 리버 Lost River                                                 | 렛                            | 라이언 고슬링              |                             |
| 2015 | 스톡홀름, 펜실베이니아 Stockholm, Pennsylvania                         | 레이아 다르곤                 | 니콜 백위드                |                             |
| 2015 | 위파 웨이 포 나우 Weepah Way for Now                                   | 에밀리/내레이션               | 스티븐 링거                | 목소리 출연                 |
| 2015 | 브루클린 Brooklyn                                                      | 엘리스 레이시                 | 존 크롤리                  |                             |
| 2017 | 러빙 빈센트 Loving Vincent                                             | 마가렛 가쳇                   | 도로타 코비엘라, 휴 웰치먼 |                             |
| 2017 | 레이디 버드 Lady Bird                                                  | 크리스틴 "레이디 버드" 맥퍼슨 | 그레타 거윅                |                             |
| 2017 | 체실 비치에서 On Chesil Beach                                          | 플로렌스 폰팅                 | 도미닉 쿡                  |                             |
| 2018 | 갈매기 The Seagull                                                     | 니나 자레치나야               | 마이클 메이어              |                             |
| 2018 | 메리, 퀸 오브 스코틀랜드 Mary Queen of Scots                           | 메리                          | 조지 루크                  |                             |
| 2019 | 작은 아씨들 Little Women                                               | 조 마치                       | 그레타 거윅                |                             |
| 2020 | 암모나이트 Ammonite                                                    | 샬롯 머치슨                   | 프랜시스 리                |                             |
| 2021 | 프렌치 디스패치 The French Dispatch                                    | 약쟁이 / 쇼걸                 | 웨스 앤더슨                |                             |
| 2022 | 씨 하우 데이 런 See How They Run                                       | 스토커 경관                   | 톰 조지                    |                             |
| 2023 | 적 Foe                                                                 | 헨                            | 가스 데이비스              |                             |
| 2024 | 아웃런 The Outrun                                                      | 로나                          | 노라 핑샤이트              |                             |
| 2024 | 런던 공습 Blitz                                                        | 리타                          | 스티브 맥퀸                |                             |

### 텔레비전
| 연도      | 제목                                       | 역할          | 참고                         |
| --------- | ------------------------------------------ | ------------- | ---------------------------- |
| 2003~2004 | 더 클리닉 The Clinic                       | 리안논 게리티 | 4 에피소드                   |
| 2005      | 프루프 Proof                               | 오를라 켈리   | 4 에피소드                   |
| 2014      | 로봇 치킨 Robot Chicken                    | 여러 역할     | 목소리 출연; 2 에피소드      |
| 2017      | 새터데이 나이트 라이브 Saturday Night Live | 본인 (호스트) | 에피소드: "Saoirse Ronan/U2" |

### 무대
| 연도 | 제목              | 역할              | 극장         | 참고                                                         |
| ---- | ----------------- | ----------------- | ------------ | ------------------------------------------------------------ |
| 2016 | 시련 The Crucible | 애비게일 윌리엄스 | 워터 커 극장 | 2016년 2월 29일(프리뷰 시작), 2016년 4월 7일 ~ 7월 17일 공연 |

### 뮤직 비디오
| 년도 | 곡(노래)         | 가수         | 참고 |
| ---- | ---------------- | ------------ | ---- |
| 2013 | "Garden's Heart" | 뱃 포 래쉬스 |      |
| 2016 | "Cherry Wine"    | 호지어       |      |
| 2017 | "Galway Girl"    | 에드 시런    |      |